# Inguschen

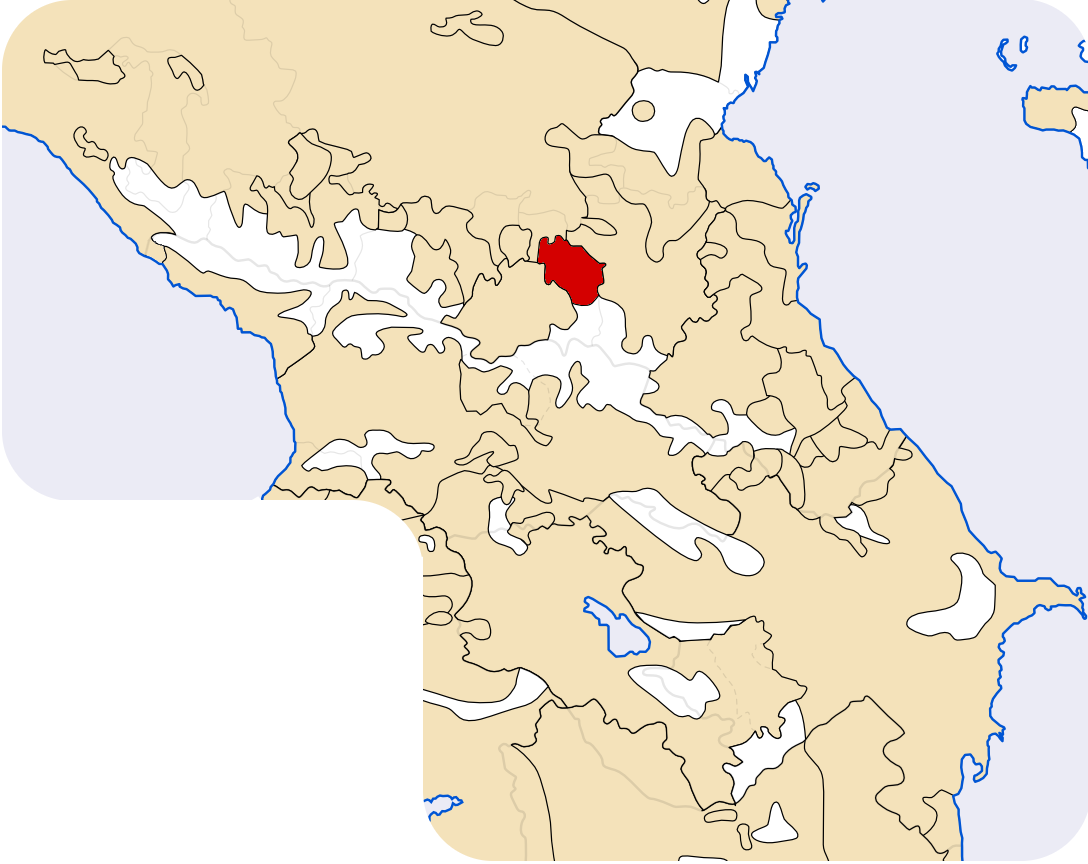
Schematische Darstellung des Hauptsiedlungsgebietes der Inguschen in Kaukasien

Die Inguschen (inguschisch Гӏалгӏай Ghalghaj, ausgesprochen: [ˈʁəlʁɑj]) sind ein Volk im Nordkaukasus und die Titularnation der autonomen Republik Inguschetien sowie eine Minderheit in den Nachbarrepubliken Tschetschenien und Nordossetien.
Die Volkszählung in Russland 2021 ermittelte 517.186 Inguschen im ganzen Land, davon 473.440 in der Teilrepublik Inguschetien, wo sie 91,5 % der Bevölkerung ausmachen.

## Kultur und Sprache
Die Inguschen sind in Sprache und Kultur eng mit den benachbarten Tschetschenen verwandt. Ihre Sprache ist das Inguschische, die überwiegende Zahl von ihnen gehört dem sunnitischen Islam an und hat eine sufische Ausrichtung. 85 Prozent der Inguschen gehören dem sogenannten Wird von Kunta Haddschi Kischijew (gest. 1867) an, der eine Untergruppierung des Sufi-Ordens der Qadiriyya darstellt.

## Geschichte

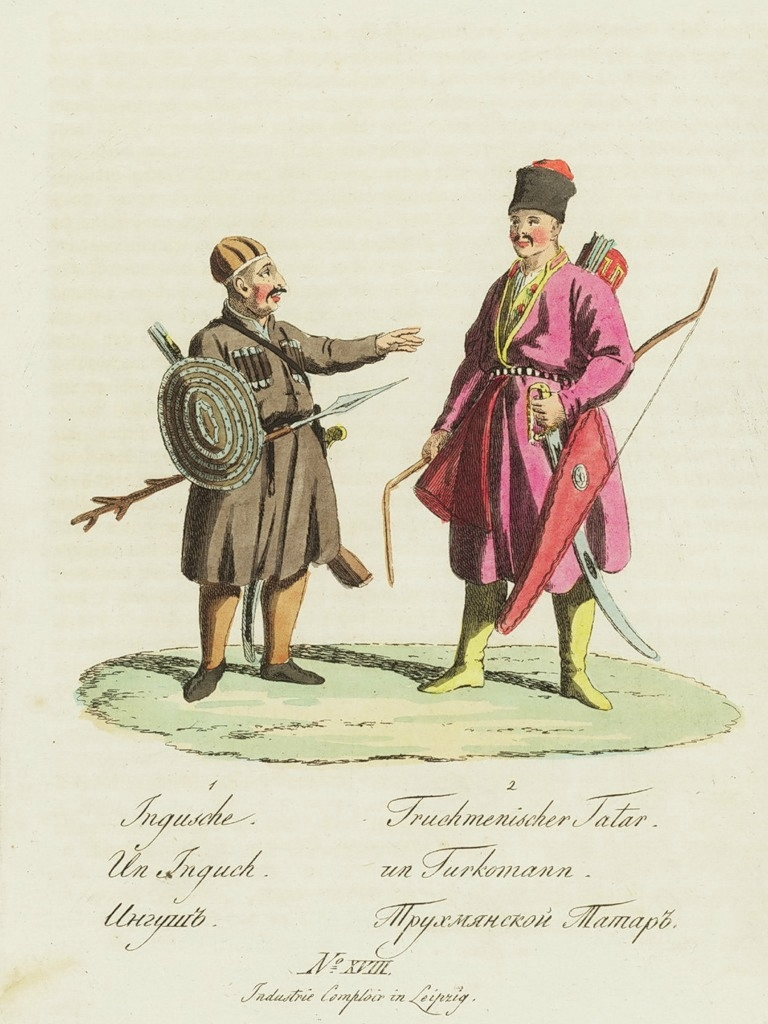
Ein Ingusche (links) und ein „truchmenischer Tartar“ in Tracht (von Christian Gottfried Heinrich Geißler, 1803)

1934–1944 bildete Inguschetien erstmals gemeinsam mit Tschetschenien eine ASSR innerhalb der Sowjetunion. Gegen Ende des Zweiten Weltkriegs traf die Inguschen das gleiche Schicksal wie zahlreiche andere kleinere Ethnien innerhalb der UdSSR, als ein großer Teil des Volkes (etwa 100.000 Menschen), beginnend am 23. Februar 1944, vom stalinistischen NKWD aufgrund eines Deportationsbefehls der KPdSU nach Zentralasien deportiert wurde. 12.000 Inguschen kamen dabei ums Leben. Als Vorwand für die Verschleppung wurde angebliche Illoyalität während des Krieges angeführt. Deutsche Truppen hatten das Gebiet der Inguschen allerdings gar nicht erreicht. Als tatsächlicher Grund wird der hartnäckige Widerstand des Volkes gegen die Zwangskollektivierung und das NKWD vermutet. Am 9. Januar 1957 wurde den Überlebenden der Deportation schließlich die Rückkehr erlaubt. 1957–1991/92 bildete Inguschetien erneut eine ASSR mit Tschetschenien. Seitdem bildet es aber ein eigenes Föderationssubjekt innerhalb Russlands, da die Inguschen trotz anhaltender Sympathien und Verbundenheit die Unabhängigkeitserklärung der Tschetschenen nicht mittragen wollen.